# Preußische EG 551/552 bis EG 569/570
Die Lokomotiven der Preußischen Staatseisenbahnen mit den Nummern EG 551/552 bis EG 569/570 der Eisenbahndirektion Breslau waren Elektrolokomotiven. Bei der Deutschen Reichsbahn erhielten sie die Nummern E 90 51 bis E 90 60 und wurden als Baureihe E 905 bezeichnet.

## Geschichte

E 90 52 um 1933 im Bahnbetriebswerk Hirschberg

Im Juli 1912 wurden von den Preußischen Staatseisenbahnen zehn Doppellokomotiven für den Personen- und Güterzugeinsatz auf der elektrifizierten Strecke Lauban-Königszelt der KED Breslau bestellt. Die elektrischen Ausrüstungen wurden von der Mannheimer Firma Brown, Boveri & Cie. geliefert. Die Fahrzeugteile wurden von den Herstellern Maschinenbau-Anstalt Humboldt in Köln-Kalk, Linke-Hofmann-Werke in Breslau und von Beuchelt in Grünberg für Humboldt gebaut, wobei Humboldt Teile für sieben Lokomotiven, LHW für zwei und Beuchelt für eine Lokomotive fertigte.
Die Indienststellung der ersten Lokomotive wurde durch den Weltkrieg verzögert und erfolgte erst im September 1919. Die letzten vier Maschinen wurden 1922/23 geliefert. Die Lokomotiven wurden bis zum Ende des Zweiten Weltkrieges auf den schlesischen Gebirgsstrecken eingesetzt, wo sie sich bewährten. Auf Grund ihrer Höchstgeschwindigkeit von 50 km/h wurden die Loks vornehmlich im Güterzugdienst verwendet.
Bei der Deutschen Reichsbahn bekamen die Fahrzeuge die Betriebsnummern E 90 51 – E 90 60, wobei die Lokhälften mit den Kleinbuchstaben a und b bezeichnet wurden.  
Später erhielten einige Maschinen Schneepflüge, um auf der Strecke von Hirschberg nach Polaun eingesetzt werden zu können. Ab Anfang der dreißiger Jahre begann der Stern der Baureihe zu sinken. Viele der Lokomotiven dienten nur noch als Reserve. Ab 1936 begann die Ausmusterung.
1945 standen nur noch drei Lokomotiven im Einsatz. Diese befanden sich nach Ende des Zweiten Weltkriegs in der Sowjetischen Besatzungszone und mussten 1946 als Reparation an die Sowjetunion abgegeben werden. 1952/53 kehrten sie von dort zurück und wurden bis 1956 verschrottet.

## Technische Merkmale

### Mechanischer Teil
Die Lokomotiven waren zweiteilig aufgebaut mit der Achsfolge C+C. Jedes Fahrgestell hatte drei Achsen und war angetrieben über ein Vorgelege und Kuppelstangen auf jeder Seite. Der Lokomotivrahmen jeder Fahrzeughälfte war ein Außenrahmen, welcher durch die Pufferbohle und Verstrebungen versteift wurde. Beide Rahmen waren durch eine Kurzkupplung und vorgespannte Stoßpuffer miteinander verbunden. Der Übergang zwischen den Lokomotivkästen war durch einen Faltenbalg geschützt.
Am Kurzkuppelende jeder Fahrzeughälfte war je ein Gepäckraum mit Schiebetür angeordnet. Diese enthielten verschiedene Schalteinrichtungen, zum Beispiel für die elektrische Zugheizung. Die Fahrzeuge gehörten somit zu den Gepäcklokomotiven, genau wie die EG 538abc – EG 549abc. An die Gepäckräume schloss sich jeweils ein Führerstand an. Führerstände und Gepäckräume waren aus Holz gebaut und mit Blech verkleidet. Die Vorbauten bestanden aus Blech und beherbergten die Hauptaggregate wie Transformatoren und Steuerung. Die Anordnung der Führerstände hinter den Vorbauten ließ nur eine eingeschränkte Sicht auf die Strecke zu.
Die Bremseinrichtung bestand aus einer Druckluftbremse Kzbr, Luftverdichter und Hauptluftbehälter. Zwischen Verdichter und Hauptluftbehälter war jeweils ein Luftkühler angeordnet, der später an das Stirnende der Lokomotive angebaut wurde. Die Druckluftbremse wirkte auf die beiden Außenachsen jeder Lokomotivhälfte beidseitig. Dagegen hatten die beiden Spindelhandbremsen nur Wirkung auf die Achsen der jeweiligen Fahrzeughälfte.
Als Hilfseinrichtungen besaßen die Lokomotiven Lüfter für die Fahrmotoren und Transformatoren sowie eine Sicherheitsfahrschaltung, Signalglocken und -pfeifen. Sandstreueinrichtungen waren ebenfalls vorhanden.

### Elektrischer Teil
In die Maschinen waren zwei fremdbelüftete Trockentransformatoren eingebaut. Die Primär- und Sekundärwicklungen beider Transformatoren waren getrennt angeordnet. Die Sekundärseite besaß vierzehn Anzapfungen für die Fahrmotoren und zusätzlich drei für die Zugheizeinrichtung.
Auf dem Dach der jeweiligen Lokhälfte befand sich ein druckluftbetriebener Stromabnehmer, der über die Dachleitung an den Hauptschalter angeschlossen war. Dazwischen war eine Dämpfungsdrossel eingebaut.
Die Steuerung erfolgte über ein Schlittenschaltwerk, das per Hand über eine Spindel betätigt wurde, wobei die Kontaktbürsten auf zwei parallelen Kontaktbahnen hin- und herbewegt wurden. Vierzehn Dauerfahrstufen konnten angewählt werden. Bei den Werkstattpersonalen wurde das Schlittenschaltwerk wegen seines geringen Unterhaltungsaufwandes geschätzt. Die Lokführer waren weniger begeistert davon, da hohe Kräfte zur Betätigung nötig waren. Über einen Kettenantrieb, sowie Kardanwellen waren die Schaltwerke und Lastschalter beider Lokomotivhälften miteinander gekuppelt. Des Weiteren waren die Maschinen mit elektro-pneumatischen Fahrtwendeschaltern ausgerüstet.
Die Fahrmotoren waren federnd gelagerte Doppelmotoren, die sich auf die Blindwelle abstützten, wobei sich je ein Doppelmotor in jedem Fahrzeugteil befand. Ein Doppelmotor bestand aus zwei Wechselstrom-Reihenschlussmotoren mit Widerstandsverbindungen in einem gemeinsamen Gehäuse.

## Fahrzeugliste
| Hersteller u. Fabriknummer Mechanik | Hersteller u. Fabriknummer Elektrik | Bahnnummer preuß. Staatsbahn | Bahnnummer DR | Indienststellung | Ausmusterung |
| ----------------------------------- | ----------------------------------- | ---------------------------- | ------------- | ---------------- | ------------ |
| MHK 1012                            | BBC 815                             | EG 551/552                   | E 90 51       | September 1919   | 1942         |
| MHK 1013                            | BBC 816                             | EG 553/554                   | E 90 52       | September 1921   | 1956         |
| MHK 1014                            | BBC 817                             | EG 555/556                   | E 90 53       | Mai 1921         | 1942         |
| MHK 1015                            | BBC 818                             | EG 557/558                   | E 90 54       | Juni 1921        | 1944         |
| MHK 1016                            | BBC 819                             | EG 559/560                   | E 90 55       | Juli 1921        | 1937         |
| MHK 1017                            | BBC 820                             | EG 561/562                   | E 90 56       | Januar 1923      | 1942         |
| LHW 1168                            | BBC 821                             | EG 563/564                   | E 90 57       | November 1922    | 1956         |
| MHK 1018                            | BBC 822                             | EG 565/566                   | E 90 58       | November 1922    | 1956         |
| MHK 1019                            | BBC 823                             | EG 567/568                   | E 90 59       | Dezember 1922    | 1936         |
| LHW 1169                            | BBC 824                             | EG 569/570                   | E 90 60       | Juli 1922        | 1943         |
| Quelle:                             |                                     |                              |               |                  |              |